# Dvorianky
Dvorianky (v minulosti Te(c)hna, Dvorianky) jsou obec na Dolním Zemplíně v okresu Trebišov, v Košickém kraji.

## Geografie

### Polohopis
Dvorianky leží na Východním Slovensku, v blízkosti hranic s Maďarskem (19 km), Ukrajinou (41 km) a Polskem (63 km). Od hlavního města Bratislavy jsou vzdáleny asi 340 km.
Obcí prochází silnice I. třídy 79 severojižního směru (Vranov nad Topľou - Trebišov). Součástí Dvorianek je místní část Kinčeš (katastrální území Parchovany), která ale v současnosti není trvale osídlena. V minulosti se zde nacházel statek, později plemenářský podnik se dvěma bytovými domy pro zaměstnance. Dnes je areál sídlem zemědělské firmy AGRO-S, s. r. o.
Katastrální území obce sousedí na západě s katastrem města Sečovce (městská část Albín), na jihu s katastrem obce Hriadky, na jihu tvoří hranici s katastry obcí Tušice a Tušická Nová Ves, na severozápadě sousedí s katastrálním územím Višňovou a na severu s katastrem obce Parchovany.

### Podnebí
Dvorianky se nacházejí v mírném podnebním pásmu kontinentálního rázu, které je charakteristické výraznou amplitudou mezi letními a zimními teplotami. V rámci slovenské klimatické klasifikace město spadá do teplé klimatické oblasti, podoblasti mírně suché a klimatického okrsku s chladnou zimou.

## Dějiny
Archeologické průzkumy odhalily stopy slovanského osídlení ze 7. století, což jsou nejstarší doklady o přítomnosti Slovanů v okolí Dvorianek. První písemná zmínka o obci pochází z listiny uherského krále Bély IV. z roku 1245. Panovník dokumentem potvrzuje, že šlechtic Jan z Trebišova prodal majetky vesnic Albuñol (Albínov) a Techna (Dvorianky) šlechtici Petrovi, synovi Petra.

## Symboly obce
Podle heraldického rejstříku má obec následující symboly, které byly přijaty 9. března 1998.
Znak, na němž je motiv podle otisku pečetidel z let 1600 a 1786. Heraldický registr uvádí, že se ve znaku obce nachází: "v zeleném štítě na modré zvlněné, stříbrem zčeřené vodní hladině plovoucí stříbrná labuť ve zlaté zbroji."
Vlajka má podobu čtyř podélných pruhů zeleného, žlutého, bílého, modrého v poměru 3:1:1:3. Vlajka má poměr stran 2:3 a ukončena je třemi cípy, tj. dvěma zástřihy, sahajícími do třetiny jejího listu.
Pečeť obce Dvorianky tvoří znak s kruhopisem: "OBEC Dvorianky". Pečeť obce se používá na důležitých úředních dokumentech a listinách obecního úřadu.

## Demografie
| Rok  | Počet obyvatel |
| ---- | -------------- |
| 1919 | 463            |
| 1940 | 124            |
| 2010 | 602            |
| 2011 | 601            |

## Pravidelné akce
- Výstava psů na místním fotbalovém hřišti